# Evangelische Kirche (Muggenbrunn)

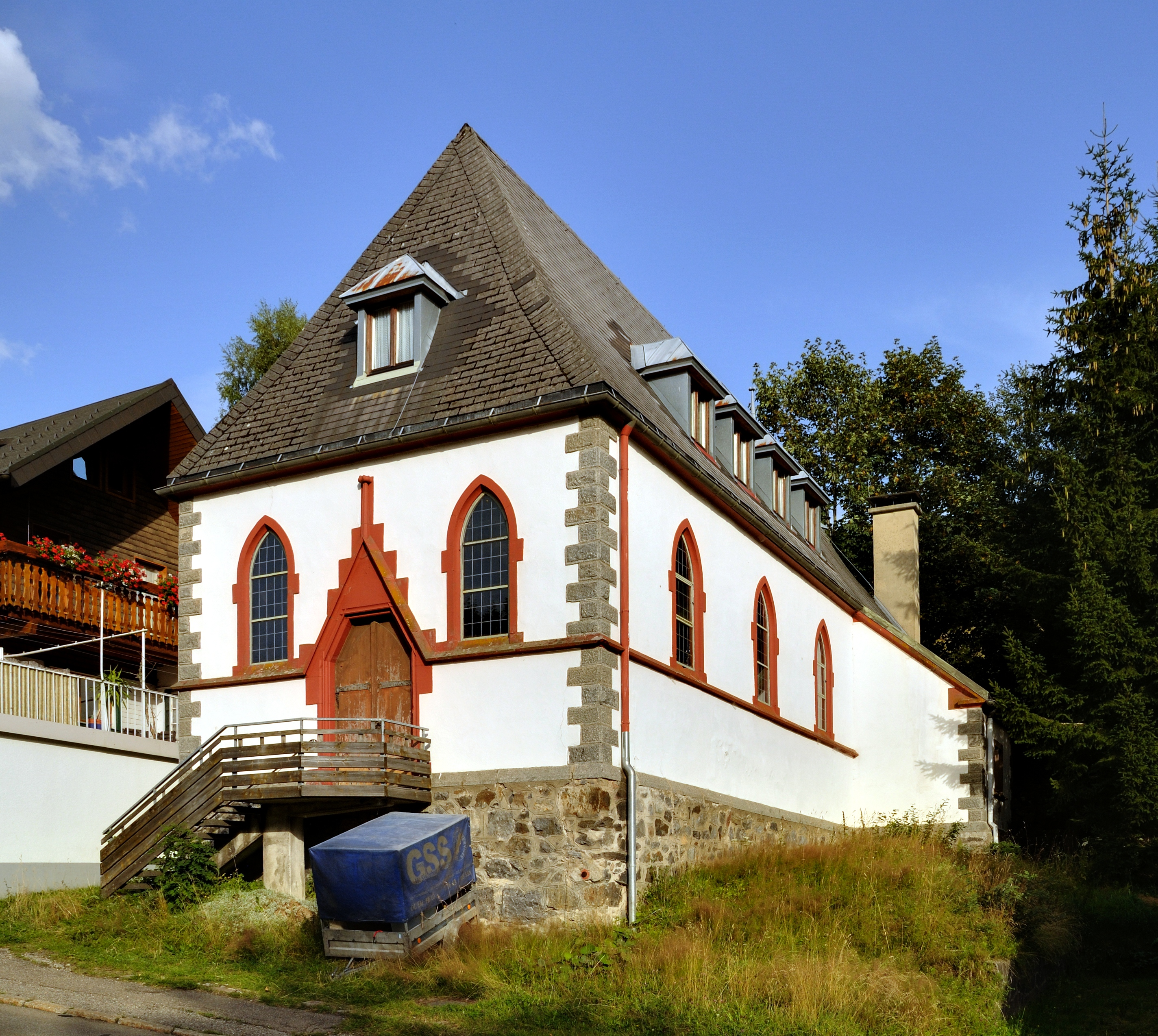
Evangelische Kirche in Muggenbrunn

Die Evangelische Kirche im Todtnauer Stadtteil Muggenbrunn wurde zur Jahrhundertwende um 1900 als katholische Kirche erbaut. Das Bauwerk wird nicht mehr für Gottesdienste verwendet, sondern dient gegenwärtig als Privatwohnung.

## Geschichte
Nachdem Mitte des 18. Jahrhunderts erste Pläne für den Neubau einer Kapelle durch das damals zuständige Bistum Konstanz blockiert wurden, konnte am 1. Oktober 1899 aufgrund einer Stiftung die Grundsteinlegung erfolgen. 
In den Jahren 1899 bis 1900 wurde die Kirche in Muggenbrunn im neugotischen Stil errichtet und dem heiligen Cornelius geweiht. Aus dem Jahr 1912 stammten zwei kleine Seitenaltäre aus der Werkstätte der Gebrüder Moroder. Das Gotteshaus wurde 1932 renoviert, erwies sich jedoch als zu klein und wurde in den 1950er Jahren durch einen Neubau ersetzt. 1958 ging die leer stehende Kapelle in den Besitz der Evangelischen Kirche über, die Anfang der 1960er Jahre den Innenraum schlichter gestaltete. Nach wenigen Jahren stellte man den Gottesdienst ein; das Gebäude diente aber danach noch zur besinnlichen Einkehr für Einheimische und Kurgäste.
Mitte der 1980er-Jahre wurde die ehemalige Kapelle an einen Freiburger Privatmann verkauft und nach einem Umbau 1986 als Privatwohnung genutzt.

## Beschreibung
Die Kirche befindet sich unmittelbar an der Durchgangsstraße von Muggenbrunn. Der rechteckige Saalbau mit Walmdach hat vom Boden bis zum Dachansatz eine Eckquaderung. An den Längsseiten und an der Fassade des Hauptportals verfügt sie über spitzbogig zulaufende Fenster. Im Osten befindet sich ein leicht eingezogener polygonaler Chor.  Im Inneren ist das Langhaus mit einer flachen Decke eingezogen, die Chordecke ist rippengewölbt. Die Kirche verfügt über keinen Glockenturm oder Dachreiter. Rechts vom Eingang ist in der Außenwand eine Gedenktafel für die Kriegsteilnehmer 1870/1871 aus Muggenbrunn eingelassen.